# Bandeja de horno

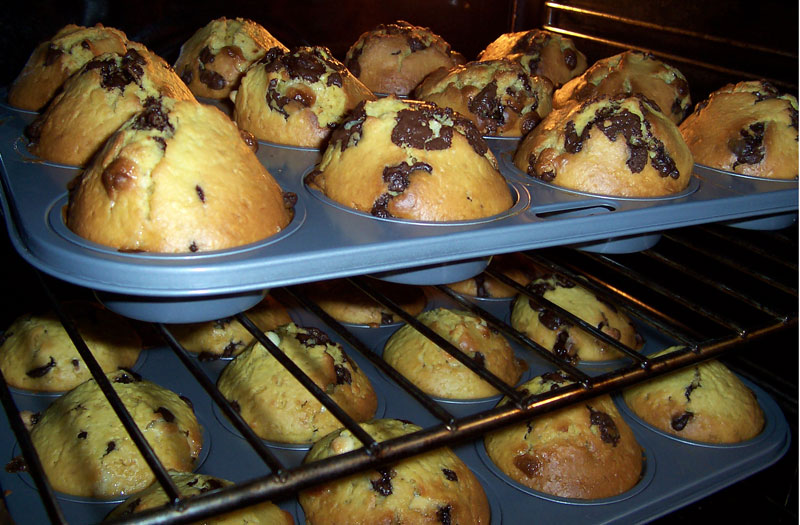
Bandejas de horno especiales para la elaboración de Muffins.

Una bandeja de horno o asadera es un recipiente o bandeja metálica usualmente plana, recubierta generalmente de teflón o de esmalte, a veces muy similar a una parrilla sobre la que se ponen los alimentos que han de ser cocinados en el horno. Se emplea frecuentemente como soporte en la elaboración de ciertos platos al horno dulces como galletas o pasteles, y otros alimentos salados como la pizza. Se suelen encontrar generalmente hecho de materiales como metal (aluminio, acero inoxidable, cobre esmaltado) o vidrio.

## Precauciones
Las bandejas de los hornos pueden ser responsables de quemaduras en el ámbito doméstico. Por ello siempre deben ser manejadas usando unos guantes de protección o pala de horno.